# The Others
The Others är amerikansk-spansk-fransk övernaturlig psykologisk skräckfilm från 2001, med manus och regi av Alejandro Amenábar. I huvudrollerna ses Nicole Kidman, Fionnula Flanagan, Christopher Eccleston, Elaine Cassidy och Eric Sykes.

## Handling
Handlingen utspelar sig på ön Jersey i Engelska kanalen, strax efter andra världskrigets slut, år 1945.
Grace Stewart, hustru till Charles Stewart – en soldat, försvunnen och antagen död i kriget – kämpar för sina barns Anne och Nicholas hälsa. De är extremt ljuskänsliga och klarar inte av att utsättas för direkt dagsljus för länge utan att dö. Till huset anländer också nytt tjänstefolk – Mrs. Mills, en äldre barnflicka, Mr. Tuttle, en trädgårdsmästare, samt Lydia, en stum tonårsflicka.
Efter ett tag börjar dottern hävda att hon ser en pojke och någon drar bort gardinerna för fönsterna, och sakta men säkert uppdagas det att familjen uppenbarligen inte är ensamma i huset, som förefaller vara hemsökt.

## Rollista
- Nicole Kidman – Grace Stewart
- Fionnula Flanagan – Mrs. Bertha Mills
- Christopher Eccleston – Charles Stewart
- Alakina Mann – Anne Stewart
- James Bentley – Nicholas Stewart
- Eric Sykes – Mr. Edmund Tuttle
- Elaine Cassidy – Lydia
- Renée Asherson – äldre dam
- Gordon Reid – assistent
- Keith Allen – Mr. Marlish
- Michelle Fairley – Mrs. Marlish
- Alexander Vince – Victor Marlish
- Ricardo López – andre assistent
- Aldo Grilo – trädgårdsmästare

## Om filmen
Filmen vann åtta Goya-priser, bland annat för Bästa film och Bästa regissör. Den nominerades även till Guldlejonet vid filmfestivalen i Venedig.